# Маротину де Жос (Долж)
Маротину де Жос (рум. Marotinu de Jos) насеље је у Румунији у округу Долж у општини Челару. Oпштина се налази на надморској висини од 135 m.

## Становништво
Према подацима из 2002. године у насељу је живело 703 становника.

### Попис2002.
| Расподела становништва по националности 2002.‍ | Расподела становништва по националности 2002.‍ | Расподела становништва по националности 2002.‍ | Расподела становништва по националности 2002.‍ | Расподела становништва по националности 2002.‍ |
| --------------------------------------------- | --------------------------------------------- | --------------------------------------------- | --------------------------------------------- | --------------------------------------------- |
|                                               |                                               |                                               |                                               |                                               |
| Румуни                                        | Румуни                                        |                                               | 689                                           | 98,0%                                         |
| Роми                                          | Роми                                          |                                               | 14                                            | 2,0%                                          |